# Julia Stiles
Julia O'Hara Stiles (Nueva York, 28 de marzo de 1981) es una actriz y modelo estadounidense.

## Biografía
Sus padres poseen una tienda de artesanía ubicada en el SoHo. Stiles tiene ascendencia británica, irlandesa e italiana. Su debut cinematográfico fue en el año 1996 con la película I Love you, I Love you not; en 1999 logró su primer papel importante con la película 10 Things I Hate About You. Stiles logró una cierta popularidad en los Estados Unidos con su participación en la serie The 60s, lo que la ha llevado a actuar en películas como La sonrisa de Mona Lisa, junto a Julia Roberts, o la trilogía Bourne, como Nicky Parsons, protagonizada por el actor Matt Damon.
La actriz se destacó por su papel en la serie Dexter, interpretando a Lumen Pierce. Además tiene diversos proyectos propios, como la dirección de su primer cortometraje, Raven, en el que también figura como guionista.

## Carrera actoral
El primer papel cinematográfico de Stiles fue en I Love You, I Love You Not (1996), con Claire Danes y Jude Law. También tuvo pequeños papeles como la hija del personaje de Harrison Ford en The Devil's Own (1997) de Alan J. Pakula y Neena Beal en Wide Awake (1998) de M. Night Shyamalan. Su primer papel principal fue en Wicked (1998), interpretando a una adolescente que podría haber asesinado a su madre para poder tener a su padre para sí misma. El crítico Joe Balthai escribió que ella era "la querida del Sundance Film Festival de 1998". En 1999, interpretó a Kat Stratford, junto a Heath Ledger, en Las 10 cosas que odio de ti del director Gil Junger, una adaptación de The Taming of the Shrew, ambientada en una escuela secundaria en Tacoma, Washington. Ella ganó un MTV Movie Award por mejor actuación femenina para el papel. Los Chicago Film Critics la votaron como la nueva actriz más prometedora del año. Su siguiente papel protagónico fue en Down to You (2000), que fue atacada por la crítica, pero le sirvió para obtener una nominación al Teen Choice Award por su química en la pantalla. Posteriormente apareció en dos adaptaciones más de Shakespeare. El primero fue como Ophelia en Hamlet de Michael Almereyda (2000), con Ethan Hawke a la cabeza. El segundo fue en el papel de Desdémona, frente a Mekhi Phifer, en Tim Blake Nelson's (2001), una versión de Otelo ambientada en un internado. Ninguna película fue un gran éxito y Hamlet era una película de arte filmada con un presupuesto mínimo.
En 2015, Stiles firmó para repetir su papel como Nicky Parsons en Jason Bourne, la quinta entrega de la franquicia de Bourne. También se presentó como Courtney, la díscola madre de Sophie Nélisse, en The Great Gilly Hopkins, que se estrenó en los cines de EE. UU. El 7 de octubre de 2016.
También la actriz ha participado en series web como lo es Blue,  protagonizando este film dirigido por Rodrigo García Barcha, en donde también participaron los artistas Michelle Forbes, JC González y Uriah Shelton.

## Vida personal
Stiles se graduó de la Universidad de Columbia con un título en literatura inglesa en 2005. En 2010, recibió un premio John Jay, un premio honorario anual otorgado a cinco alumnos por la Asociación de Antiguos Alumnos de Columbia College por sus logros profesionales.
Stiles también ha trabajado para Hábitat para la Humanidad, construyendo viviendas en Costa Rica, y ha trabajado con Amnistía Internacional para crear conciencia sobre las duras condiciones de detención migratoria de menores no acompañados. En enero de 2004, Marie Claire presentó el viaje de Stiles para ver las condiciones en el Centro Juvenil del Condado de Berks en Leesport, Pensilvania.
Ella es una ex vegana y ocasionalmente come carne roja. Ella dice que abandonó el veganismo después de desarrollar anemia y le resultó difícil obtener una nutrición adecuada mientras viajaba. Stiles se ha descrito a sí misma como feminista y escribió sobre el tema en The Guardian. 
Le encanta el béisbol y es una ávida fanática de los Mets de Nueva York. Hizo el primer lanzamiento ceremonial antes del juego del 29 de mayo de 2006. También es fanática del fútbol y de los New York Red Bulls.
El 3 de enero de 2016, anunció su compromiso con el asistente de cámara Preston J. Cook, con quien trabajó en Blackway. En junio de 2017, Stiles confirmó que ella y Cook estaban esperando su primer hijo. Se casaron durante el fin de semana del Día del Trabajo en septiembre de 2017. Su primer hijo, Strummer Newcomb Cook, nació el 20 de octubre de 2017. En noviembre de 2021 hicieron público que estaban esperando su segundo hijo. En enero de 2022 anunciaron el nacimiento de Arlo Cook. Anunciaron el nacimiento de su tercer hijo en abril de 2024.

## Filmografía

### Cine
- I Love You, I Love You Not (1996) de Billy Hopkins.
- La sombra del diablo (1997) de Alan J. Pakula.
- Before Women Had Wings (1997) de Lloyd Kramer.
- Los primeros amigos (1998) de M. Night Shyamalan.
- Wicked (1998) de Michael Steinberg.
- 10 Things I Hate About You (1999) de Gil Junger.
- State and Main (2000) de David Mamet.
- Down to You (2000) de Kris Isacsson.
- Espera al último baile (2001) de Thomas Carter.
- The Business of Strangers (2001) de Patrick Stettner.
- Hamlet (2001) de Michael Almereyda.
- O (2001) de Tim Blake Nelson.
- The Bourne Identity (2002) de Doug Liman.
- A Guy Thing (2003) de Chris Koch.
- Carolina (2003) de Marleen Gorris.
- La sonrisa de Mona Lisa (2003) de Mike Newell.
- El príncipe y yo (2004) de Martha Coolidge.
- The Bourne Supremacy (2004) de Paul Greengrass.
- Edmond (2005) de Stuart Gordon.
- A Little Trip to Heaven (2005) de Baltasar Kormákur.
- La profecía (2006) de John Moore.
- The Bourne Ultimatum (2007) de Paul Greengrass.
- Gospel Hill (2008) de Giancarlo Esposito.
- Cry of the Owl (2009) de Jamie Thraves.
- Dexter (2010) de Michael Cuesta, Tony Goldwyn, Keith Gordon, Steve Shill, Marcos Siega y Robert Lieberman
- Silver Linings Playbook (2012) de David O. Russell
- Blue (2012) de Rodrigo Garcia Barcha
- Circuito cerrado (2013) de John Crowley
- The Makeover (2013) de John Gray
- Blackway (2015) de Anthony Hopkins
- Desde la oscuridad (2015) de Lluis Quílez
- Misconduct (2016) de Shintaro Shimosawa
- Jason Bourne (2016) de Paul Greengrass
- La Gran Gilly Hopckins (2016)
- Estafadoras de Wall Street (2019)
- The God Committee (2020)
- La Huérfana: El Origen (2022)

### Televisión
| Año       | Título              | Rol                     | Notas |
| --------- | ------------------- | ----------------------- | --- |
| 1993–1994 | Ghostwriter         | Erica Dansby            | 6 episodios |
| 1996      | Promised Land       | Megan Walker            | Episodio: "The Secret" |
| 1997      | Chicago Hope        | Corey Sawicki           | Episodio: "Mother, May I?" |
| 2001      | Saturday Night Live | Jenna Bush Host/Herself | Episodio: "Pierce Brosnan/Destiny's Child" (uncredited) Episodio: "Julia Stiles/Aerosmith"                                                                                        |
| 2004      | Punk'd              | Herself                 | Episodio: "Kaley Cuoco/The Rock/Julia Stiles" |
| 2009      | The City            | Herself                 | Episode: "I Lost Myself in Us" |
| 2010      | Dexter              | Lumen Pierce            | 10 episodios Nominada—Mejor actriz drama invitada (2011) Nominada—Mejor actriz de reparto– Serie, Miniserie o Televisión en Cine (2010) Nominated—Golden Nymph Mejor actriz drama |
| 2012      | Midnight Sun        | Leah Kafka              | TV movie |
| 2013      | The Makeover        | Hannah Higgins          | Película para televisión |
| 2014      | The Mindy Project   | Dr. Jessica Lieberstein | 3 episodios |
| 2017–2020 | Riviera             | Georgina Clios          | Elenco principal |